# Trachymyrmex arizonensis
Trachymyrmex arizonensis är en myrart som först beskrevs av Wheeler 1907.  Trachymyrmex arizonensis ingår i släktet Trachymyrmex och familjen myror. Inga underarter finns listade i Catalogue of Life.

## Bildgalleri

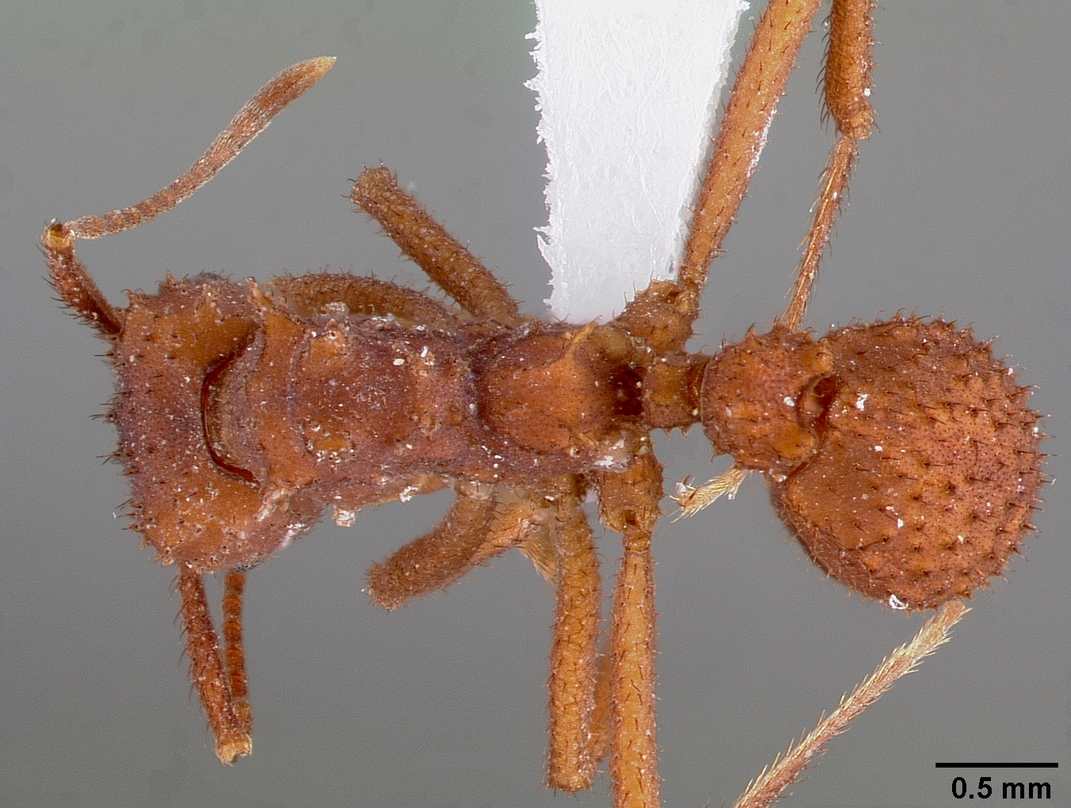
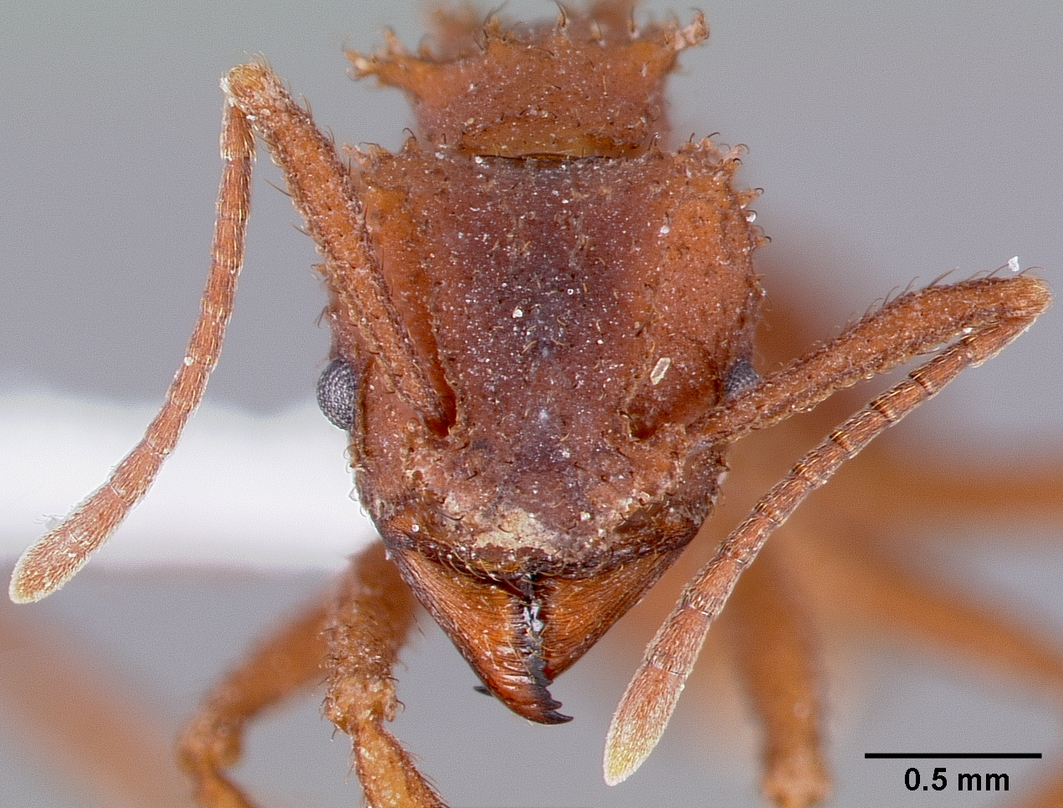
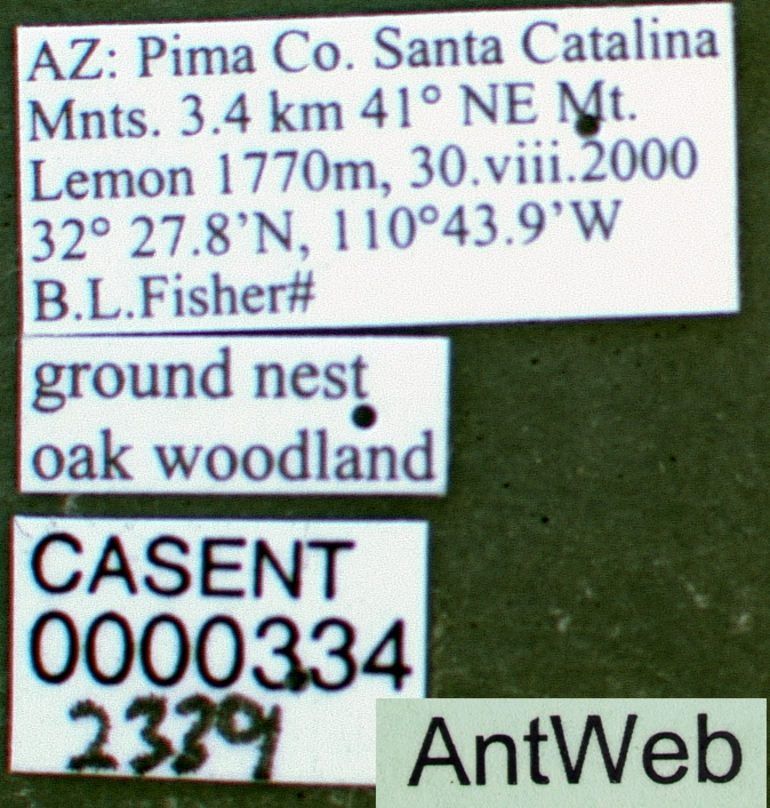
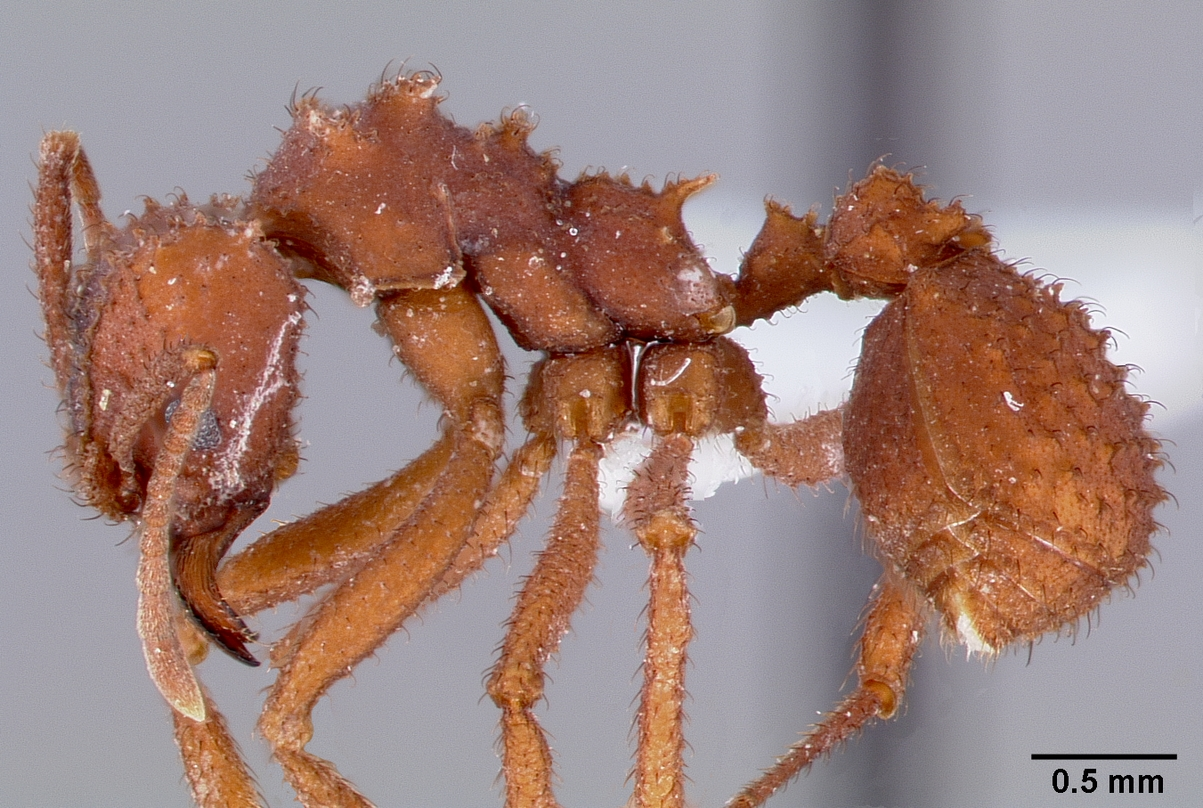
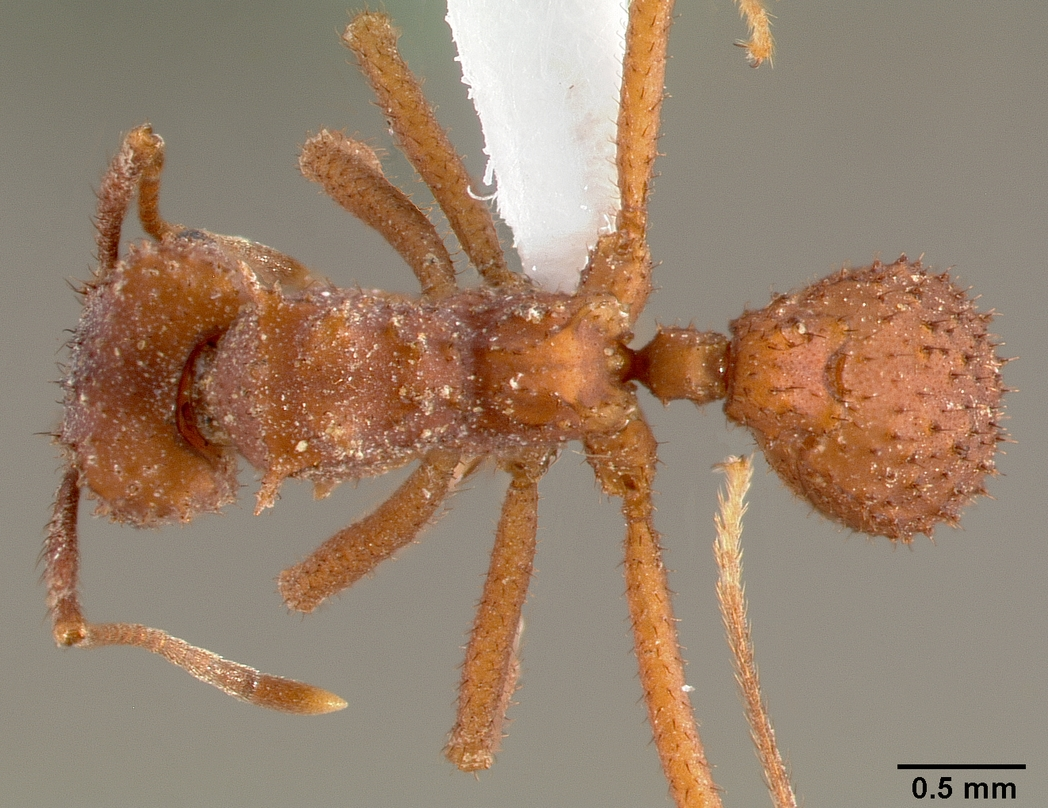
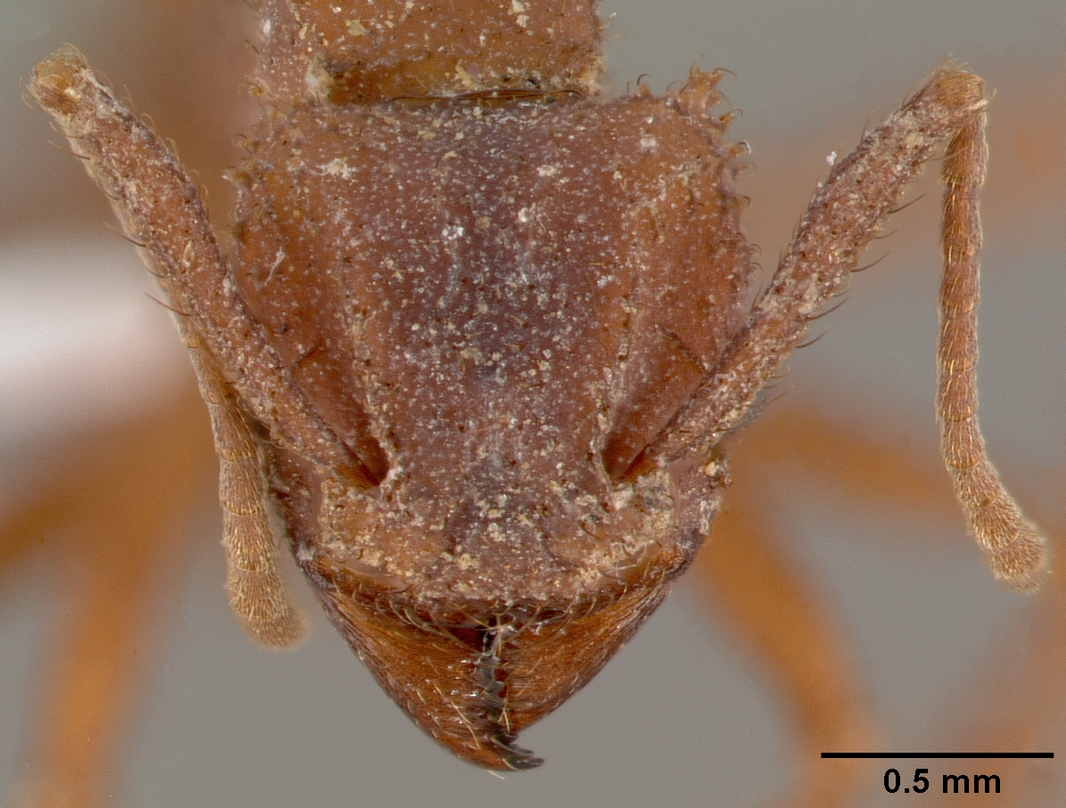